# Kay Ehling
Kay Ehling (* in München) ist ein deutscher Althistoriker und Numismatiker.

## Leben
Kay Ehling, Sohn des Genetikers Udo Ehling (1928–2010), studierte Geschichte und Klassische Archäologie an der Freien Universität Berlin, wo er den akademischen Grad des Magister Artium mit der Arbeit Zur Geschichte und politischen Programmatik weströmischer Usurpatoren (350–425 n. Chr.) erwarb und 1998 mit der Dissertation Die Münzprägung der mysischen Stadt Germe in der römischen Kaiserzeit promoviert wurde. Von Januar 1999 bis Januar 2000 war er Assistenzkurator an der Kunsthalle Düsseldorf, wo er am Ausstellungsprojekt Das fünfte Element – Geld oder Kunst mitarbeitete. Von Oktober 1999 bis März 2002 war er wissenschaftlicher Mitarbeiter an der Universität Duisburg bei dem DFG-geförderten Projekt Gottheiten und Kulte als Indikatoren von Akkulturationsprozessen im Ebenen Kilikien von Ruprecht Ziegler. Von 1. März 2002 bis 31. Mai 2007 war er an der Staatlichen Münzsammlung München als wissenschaftlicher Mitarbeiter tätig, seit dem 1. Juni 2007 ist er dort Konservator für griechische, römische, keltische und byzantinische Münzen sowie antike geschnittene Steine und byzantinische Siegel.
Seit 1999 ist er Lehrbeauftragter für Alte Geschichte an der Universität München. 2005 wurde er mit der Arbeit Untersuchungen zur Geschichte der späten Seleukiden (164–63 v. Chr.). Vom Tode des Antiochos IV. bis zur Einrichtung der Provinz Syria unter Pompeius an der Universität Augsburg habilitiert. Am 13. Juni 2013 wurde er zum außerplanmäßigen Professor an der Universität Augsburg ernannt.
Seit 2006 ist er Redakteur des Jahrbuchs für Numismatik und Geldgeschichte. 2022 verlieh ihm der Vorstand der Bayerischen Numismatischen Gesellschaft für seine langjährige Redaktionsarbeit die Ehrenmedaille der Gesellschaft.

## Schriften (Auswahl)
- mit Jürgen Harten (Hrsg.): Das fünfte Element – Geld oder Kunst. Ein fabelhaftes Lexikon zu einer verlorenen Enzyklopädie. [Kunsthalle Düsseldorf, 28. Januar bis 14. Mai 2000]. DuMont, Köln 2000, ISBN 3-7701-5043-0.
- Die Münzprägung der mysischen Stadt Germe in der römischen Kaiserzeit (= Asia-Minor-Studien. Band 42). Habelt, Bonn 2001, ISBN 3-7749-2994-7 (Dissertation).
- mit Daniela Pohl und Mustafa Sayar: Kulturbegegnung in einem Brückenland. Gottheiten und Kulte als Indikatoren von Akkulturationsprozessen im Ebenen Kilikien (= Asia-Minor-Studien. Band 52). Habelt, Bonn 2004, ISBN 3-7749-3296-4.
- Untersuchungen zur Geschichte der späten Seleukiden. (164–63 v. Chr.). Vom Tode des Antiochos IV. bis zur Einrichtung der Provinz Syria unter Pompeius (= Historia Einzelschriften. Heft 196). Steiner, Stuttgart 2008, ISBN 978-3-515-09035-3 (Habilitationsschrift).
- als Herausgeber: Was ich schaffe ist mein Reich. Das Medaillenwerk des Münchner Künstlers Karl Roth. Mit einem vollständig illustrierten Katalog auf CD-ROM. Staatliche Münzsammlung München, München 2008, ISBN 978-3-922840-23-7.
- mit Gregor Weber (Hrsg.): Konstantin der Große. Zwischen Sol und Christus (= Antike Welt. Sonderband). Philipp von Zabern, Darmstadt / Mainz 2011, ISBN 978-3-8053-4292-6.
- Konstantin 312. Staatliche Münzsammlung München, München 2012, ISBN 978-3-922840-28-2.
- mit Gregor Weber (Hrsg.): Hellenistische Königreiche. Philipp von Zabern, Darmstadt 2014, ISBN 978-3-8053-4758-7.
- als Herausgeber: Luther Imagines 17. München 2017 (Ausstellungskatalog), ISBN 978-3-922840-38-1.
- Paul Friedländer. Ein klassischer Philologe zwischen Wilamowitz und George (= Jüdische Miniaturen. Band 238). Hentrich und Hentrich, Leipzig 2019, ISBN 978-3-95565-322-4.
- mit Jörg Ernesti: Glänzende Propaganda. Kirchengeschichte auf Papstmedaillen. Herder, Freiburg im Breisgau 2019, ISBN 978-3-451-37698-6.
- als Herausgeber mit Saskia Kerschbaum: Göttliche Größe und gezähmte Gewalt. Flüsse vom babylonischen Euphrat bis zum römischen Rhein (= Zaberns Bildbände zur Archäologie). Wissenschaftliche Buchgesellschaft, Darmstadt 2022, ISBN 978-3-8053-5341-0.
- Philipp Veit. Ein katholischer Mendelssohn und nazarenischer Maler. Herder, Freiburg im Breisgau 2024, ISBN 978-3-451-39460-7.
- als Herausgeber mit Saskia Kerschbaum: Die Kaiser Roms. Von Augustus bis Justinian. Herder, Freiburg im Breisgau 2025, ISBN 978-3-534-61033-4.